# بيتون (كولورادو)
بيتون (بالإنجليزية: Bethune)‏ هي بلدة تقع في مقاطعة كيت كارسون، كولورادو بولاية كولورادو في الولايات المتحدة. تبلغ مساحتها 0.4 (كم²)، وترتفع عن سطح البحر 1298 م، بلغ عدد سكانها 237 نسمة في عام 2010 حسب إحصاء مكتب تعداد الولايات المتحدة .

## وصلات خارجية
- The US50 - Cities and Towns in Colorado State
- Colorado Cities and Towns, Facts, Map, Flag, Colleges, Government, and More